# Shemay
Shemay  est un important fonctionnaire dans l'Égypte antique de la VIIIe dynastie, connu par plusieurs sources.

## Attestations
Shemay est attesté par plusieurs documents :
- un certain nombre de décrets découverts dans le temple de Min à Coptos[1],
- un naos en granit découvert à Qûs[2],
- sa tombe à Kom el-Momanien, à un kilomètre au sud de Coptos[3],
- probablement une inscription au Ouadi Hammamat (no 150)[4].

## Biographie

### Famille
Shemay a eu pour épouse une certaine Nebet, fille aînée du roi selon le décret J, ainsi que deux enfants avec cette dernière : un fils nommé Idy, qui succèdera à son près à plusieurs postes dont « trésorier du roi de Basse-Égypte », « directeur du Sud » et « vizir », ainsi qu'un autre fils, dont le nom est perdu, attesté uniquement sur trois décrets (N, P et Q), par lesquels il est nommé à un poste au temple de Min de Coptos.

### Titres
Trois des titres de Shemay permettent de bien voir l'évolution de sa carrière :
- Trésorier du roi de Basse-Égypte (O. Hammamat no 150),
- Directeur du Sud (décrets G et H),
- Vizir (décrets I à N).

Parmi les autres titres, on trouve, :
- Ami unique,
- Chambellan,
- Enfant (adoptif) du roi,
- Prince héréditaire (iry-pat),
- Comte (Haty-a),
- Directeur des scribes de l'État,
- Superviseur et vizir de la ville-pyramide,
- Prêtre-lecteur,
- Père du dieu,
- Bien-aimé du dieu,
- Superviseur du prêtre de Min,
- Gardien de troupeaux de Nekhen,
- Chef d'El Kab.

### Carrière
La plus ancienne attestation de Shemay semble être l'inscription no 150 du Ouadi Hammamat où il porte le titre de « trésorier du roi de Basse-Égypte ».
Les étapes suivantes de la carrière de Shemay sont données par les décrets de Coptos :
- dans les décrets G et H, le second étant daté de l'an 4 ou 8 du règne d'un roi dont le nom d'Horus était Khâ... et qui est généralement assimilé au roi Néferkaourê de la liste d'Abydos ; dans ces décrets, Shemay est « directeur du Sud » ; dans le décret G, le nomarque du nome de Coptos est alors un certain Idy, il est probable qu'il soit identique au fils de Shemay[9],
- dans le décret suivant (décret I), Shemay est nommé vizir et a la responsabilité des vingt-deux nomes en Haute-Égypte (le nom du roi n'est pas conservé sur le décret, il pourrait s'agir de Néferkaourê comme de son successeur Néferkaouhor)[9],
- dans les huit décrets suivants (décrets J à Q), tous datés de l'an 1, deuxième mois de Peret, vingtième jour du règne de Néferkaouhor, une série de nominations et d'octrois de titres concernant la famille de Shemay (son épouse Nebet est élevée au rang de « fille aînée du roi », Idy est nommé « trésorier du roi de Basse-Égypte » et « directeur du Sud » (il ne gère alors que les sept nomes les plus méridionaux) et le frère de ce dernier est nommé à un poste au temple de Min)[5].

Il est possible que Shemay soit décédé lors du règne d'Ouadjkarê, dernier roi attesté sur les décrets de Coptos (décret R), car son fils Idy est alors vizir.
En plus des titres, Shemay et Nebet devaient être des personnages extrêmement importants à leur époque car ils ont eu droit à des monuments funéraires en granit : il s'agit de la fausse porte de Nebet découverte dans la tombe ainsi que du naos découvert à Qûs. Cela montre également que les rois de leur époque avait encore accès aux carrières de granite situées près d'Éléphantine, à l'extrémité sud du pays.

## Sépulture

### Fouilles
Shemay est enterré dans une tombe située à Kom el-Momanien au sud de Coptos, sur une colline dans la plaine inondable. La tombe a été fouillée pour la première fois en 1956 par Labib Habachi, puis de 1979 à 1982 par Rabia Hamdan. Des fouilles plus récentes ont eu lieu en 2000 et 2002.

### Aménagement
La tombe se compose d'un grand mastaba en briques crues avec une salle à piliers en son centre, à laquelle on accède du côté nord par un parvis et une chaussée de huit mètres de long. Toutes ces structures sont pavées de calcaire tandis que les murs de la salle à piliers étaient ornés de scènes d'offrandes. Une fausse porte en granit rouge au nom de Nebet est située sur le mur sud-est de la salle. Plusieurs stèles représentant Shemay ont été découvertes dans des niches sur la face externe nord du mastaba, où des offrandes à Shemay auraient pu être faites.
Une inscription sur le mur est de la salle est datée de la première année du règne de Néferkaouhor, quatrième mois de la saison de Chémou, deuxième jour. Le registre supérieur du mur montre à gauche Shemay avec sa femme Nebet. Devant lui, des ouvriers traînent une pierre. Le registre du milieu montre l'abattage d'un taureau et le traînement d'une autre pierre. Dans ce registre, le roi Néferkaouhor est mentionné deux fois. Le registre inférieur montre un combat de bateaux dans les marais. Une autre inscription détaille ce que le fils de Shemay, Idy, a fait pour son père, en lui offrant des offrandes et en ordonnant des travaux de réparation dans la nécropole. Le roi Néferirkarê II est peut-être mentionné dans la tombe de Shemay ; cette attestation serait alors la seule contemporaine de ce roi.